# Шанханай
Шанхана́й (каз. Шанханай) — село у складі Кербулацького району Жетисуської області Казахстану. Адміністративний центр Шанханайського сільського округу.
Населення — 1838 осіб (2021; 2355 у 2009, 2364 у 1999, 2914 у 1989).